# Le Mesnil-Adelée
Le Mesnil-Adelée település Franciaországban, Manche megyében. Lakosainak száma 158 fő (2022. január 1.). Le Mesnil-Adelée Les Cresnays, Cuves, Le Mesnil-Gilbert, Reffuveille és Juvigny les Vallées községekkel határos.

## Népesség
A település népességének változása:
| Lakosok száma | 277  | 194  | 151  | 201  | 175  | 170  | 169  | 164  | 162  | 158  |
|               | 1968 | 1982 | 1990 | 2006 | 2013 | 2015 | 2017 | 2019 | 2020 | 2022 |